# Trattoria

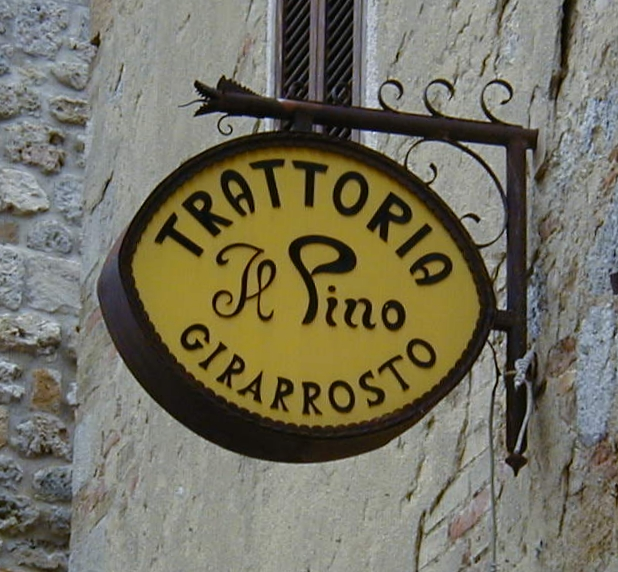
Trattoria-Schild in der Toskana

Eine Trattoria ist eine kleine italienische Gaststätte, in der einfache Speisen zubereitet und angeboten werden. Die Atmosphäre ist familiär und unterscheidet sich somit von der eines Restaurants.
Trattorien sind typisch für den ländlichen Raum Italiens. In den Städten gibt es Trattorien, die oft nur ein einfaches Gericht (oder eine geringe Auswahl) für die Mittagspause anbieten und abends geschlossen bleiben. Es gibt allerdings auch sehr gehobene Trattorien.
Das italienische Wort trattoria wird mit Betonung auf dem i ausgesprochen. Es stammt von italienisch trattore, d. h. ‚Zubereiter‘ (von Speisen). 